# Истьинское сельское поселение
Истьинское се́льское поселе́ние — муниципальное образование в Старожиловском районе Рязанской области Российской Федерации.
Административный центр — село Истье.

## История
Статус и границы сельского поселения установлены Законом Рязанской области от 7 октября 2004 года № 98-ОЗ «О наделении муниципального образования Старожиловский район статусом муниципального района, об установлении его границ и границ муниципальных образований, входящих в его состав»

## Население
| 2010  | 2012  | 2013  | 2014  | 2015  | 2016  | 2017  |
| ----- | ----- | ----- | ----- | ----- | ----- | ----- |
| 2329  | ↗2352 | ↗2363 | ↗2394 | ↗2416 | ↘2415 | ↘2400 |
| 2018  | 2019  | 2020  | 2021  |       |       |       |
| ↘2369 | ↘2347 | ↘2336 | ↗2391 |       |       |       |

## Состав сельского поселения
| № | Населённый пункт | Тип населённого пункта       | Население |
| - | ---------------- | ---------------------------- | --------- |
| 1 | Залипяжье        | деревня                      | ↘7        |
| 2 | Истье            | село, административный центр | ↗2252     |
| 3 | Кулиги           | деревня                      | 7         |
| 4 | Ласково          | деревня                      | ↘1        |
| 5 | Медвежье         | деревня                      | ↘59       |
| 6 | Ямы              | деревня                      | 3         |